# Караклинське сільське поселення
Каракли́нське сільське поселення (рос. Караклинское сельское поселение) — муніципальне утворення у складі Канаського району Чувашії, Росія. Адміністративний центр — присілок Каракли.

## Населення
Населення — 1596 осіб (2019, 1730 у 2010, 1671 у 2002).

## Склад
До складу поселення входять такі населені пункти:
| Населений пункт    | Населення, осіб (2002) | Населення, осіб (2010) |
| ------------------ | ---------------------- | ---------------------- |
| Аксаріно, присілок | 432                    | 443                    |
| Каракли, присілок  | 571                    | 608                    |
| Юманзари, присілок | 668                    | 679                    |